# Список неокласичних дарквейв-гуртів
Цей список містить огляд найвідоміших неокласичних дарквейв-гуртів світу.
| Гурт                         | Країна            | Рік формування | Discogs                                |
| ---------------------------- | ----------------- | -------------- | -------------------------------------- |
| Abney Park                   | США               | 1997           | обліковий запис на Discogs.com (англ.) |
| Akiko Shikata                | Японія            | 2001           | обліковий запис на Discogs.com (англ.) |
| Ali Project                  | Японія            | 1984           | обліковий запис на Discogs.com (англ.) |
| Amber Asylum                 | США               | 1990           | обліковий запис на Discogs.com (англ.) |
| Amethystium                  | Норвегія          | 1999           | обліковий запис на Discogs.com (англ.) |
| Anchorage                    | Німеччина         | 1994           | обліковий запис на Discogs.com (англ.) |
| Angels of Venice             | США               | 1993           | обліковий запис на Discogs.com (англ.) |
| Arcana                       | Швеція            | 1994           | обліковий запис на Discogs.com (англ.) |
| Artesia                      | Франція           | 2001           | обліковий запис на Discogs.com (англ.) |
| Ashram                       | Італія            | 1999           | обліковий запис на Discogs.com (англ.) |
| Ataraxia                     | Італія            | 1985           | обліковий запис на Discogs.com (англ.) |
| Aura Noctis                  | Іспанія           | 2011           | обліковий запис на Discogs.com (англ.) |
| Aurora Sutra                 | Німеччина         | 1993           | обліковий запис на Discogs.com (англ.) |
| Autumn Tears                 | США               | 1995           | обліковий запис на Discogs.com (англ.) |
| Bacio di Tosca               | Німеччина         | 2007           | обліковий запис на Discogs.com (англ.) |
| Black Rose                   | Італія            | 1986           | обліковий запис на Discogs.com (англ.) |
| Black Tape For A Blue Girl   | США               | 1986           | обліковий запис на Discogs.com (англ.) |
| Blood Axis                   | США               | 1989           | обліковий запис на Discogs.com (англ.) |
| Camerata Mediolanense        | Італія            | 1993           | обліковий запис на Discogs.com (англ.) |
| Chaostar                     | Греція            | 1998           | обліковий запис на Discogs.com (англ.) |
| Charitona                    | Німеччина         | 1997           | обліковий запис на Discogs.com (англ.) |
| Circuncelion                 | Іспанія           | 2004           | обліковий запис на Discogs.com (англ.) |
| Collection d'Arnell Andréa   | Франція           | 1986           | обліковий запис на Discogs.com (англ.) |
| Corde Oblique                | Італія            | 2005           | обліковий запис на Discogs.com (англ.) |
| Dargaard                     | Австрія           | 1997           | обліковий запис на Discogs.com (англ.) |
| Dark Sanctuary               | Франція           | 1996           | обліковий запис на Discogs.com (англ.) |
| Dawn & Dusk Entwined         | Франція           | 1999           | обліковий запис на Discogs.com (англ.) |
| Dead Can Dance               | Австралія         | 1981           | обліковий запис на Discogs.com (англ.) |
| The Deletist                 | США               | 2003           | обліковий запис на Discogs.com (англ.) |
| Deleyaman                    | Франція           | 2000           | обліковий запис на Discogs.com (англ.) |
| Devil Doll                   | Італія Словенія   | 1987           | обліковий запис на Discogs.com (англ.) |
| Die Verbannten Kinder Evas   | Австрія           | 1993           | обліковий запис на Discogs.com (англ.) |
| Elend                        | Франція           | 1993           | обліковий запис на Discogs.com (англ.) |
| Faith And The Muse           | США               | 1994           | обліковий запис на Discogs.com (англ.) |
| Faun                         | Німеччина         | 1998           | обліковий запис на Discogs.com (англ.) |
| Ghosting                     | Німеччина         | 1989           | обліковий запис на Discogs.com (англ.) |
| Gothica                      | Італія            | 1994           | обліковий запис на Discogs.com (англ.) |
| Grabesmond                   | Австрія           | 1995           | обліковий запис на Discogs.com (англ.) |
| Hexperos                     | Італія            | 2004           | обліковий запис на Discogs.com (англ.) |
| Impressions of Winter        | Німеччина         | 1994           | обліковий запис на Discogs.com (англ.) |
| In the Nursery               | Велика Британія   | 1981           | обліковий запис на Discogs.com (англ.) |
| Kalafina                     | Японія            | 2007           | обліковий запис на Discogs.com (англ.) |
| Kanon Wakeshima (виконавиця) | Японія            | 2008           | обліковий запис на Discogs.com (англ.) |
| Laibach                      | Словенія          | 1980           | обліковий запис на Discogs.com (англ.) |
| Les Fragments de la Nuit     | Франція           | 2005           | обліковий запис на Discogs.com (англ.) |
| Les Secrets de Morphée       | Франція           | 1998           | обліковий запис на Discogs.com (англ.) |
| Life Toward Twilight         | США               | 1999           | обліковий запис на Discogs.com (англ.) |
| Life's Decay                 | Франція           | 2003           | обліковий запис на Discogs.com (англ.) |
| Lisa Gerrard (виконавиця)    | Австралія         | 1980           | обліковий запис на Discogs.com (англ.) |
| Love Is Colder Than Death    | Німеччина         | 1990           | обліковий запис на Discogs.com (англ.) |
| Malice Mizer                 | Японія            | 1992           | обліковий запис на Discogs.com (англ.) |
| Midnight Syndicate           | США               | 1997           | обліковий запис на Discogs.com (англ.) |
| Mirabilis                    | США               | 2001           | обліковий запис на Discogs.com (англ.) |
| Miranda Sex Garden           | Велика Британія   | 1990           | обліковий запис на Discogs.com (англ.) |
| Narsilion                    | Іспанія           | 1999           | обліковий запис на Discogs.com (англ.) |
| Nox Arcana                   | США               | 2003           | обліковий запис на Discogs.com (англ.) |
| Ophelia's Dream              | Німеччина         | 1995           | обліковий запис на Discogs.com (англ.) |
| Ordo Equitum Solis           | Франція Італія    | 1988           | обліковий запис на Discogs.com (англ.) |
| Ozymandias (виконавець)      | Швейцарія         | 1996           | обліковий запис на Discogs.com (англ.) |
| Persephone                   | Австрія Німеччина | 2000           | обліковий запис на Discogs.com (англ.) |
| Qntal                        | Німеччина         | 1991           | обліковий запис на Discogs.com (англ.) |
| Regard Extrême               | Франція           | 1990           | обліковий запис на Discogs.com (англ.) |
| Rising Shadows               | Швеція            | 1996           | обліковий запис на Discogs.com (англ.) |
| Sagittarius                  | Німеччина         | 1998           | обліковий запис на Discogs.com (англ.) |
| Schattenkinder               | Німеччина         | 2004           | обліковий запис на Discogs.com (англ.) |
| Soap&Skin (виконавиця)       | Австрія           | 2006           | обліковий запис на Discogs.com (англ.) |
| Sopor Aeternus               | Німеччина         | 1989           | обліковий запис на Discogs.com (англ.) |
| SToa                         | Німеччина         | 1991           | обліковий запис на Discogs.com (англ.) |
| The Changelings              | США               | 1995           | обліковий запис на Discogs.com (англ.) |
| Trobar de Morte              | Іспанія           | 1999           | обліковий запис на Discogs.com (англ.) |
| Vernian Process              | США               | 2003           | обліковий запис на Discogs.com (англ.) |
| WeltenBrand                  | Ліхтенштейн       | 1995           | обліковий запис на Discogs.com (англ.) |
| XVII° Vie                    | Франція           | 1994           | обліковий запис на Discogs.com (англ.) |
| Yousei Teikoku               | Японія            | 1997           | обліковий запис на Discogs.com (англ.) |